# Caffrowithius excellens
Espèce
Synonymes
- Plesiochernes excellens Beier, 1958

Caffrowithius excellens est une espèce de pseudoscorpions de la famille des Chernetidae.

## Distribution
Cette espèce est endémique du KwaZulu-Natal en Afrique du Sud. Elle se rencontre vers Umhlali.

## Publication originale
- Beier, 1958 : The Pseudoscorpionidea (false-scorpions) of Natal and Zululand. Annals of the Natal Museum, vol. 14, p. 155-187